# Angel Carrero Sancho
Angel Carrero Sancho (Villaverde, 1917 - Barcelona, 1949) fou un guerriller comunista català. Treballà com a obrer metal·lúrgic i militava al PSUC, en esclatar la guerra civil espanyola s'allistà a l'exèrcit republicà i lluità com a oficial al front d'Aragó. En acabar la guerra passà a la clandestinitat i, amb el sobrenom d'Álvaro, fou un dels fundadors el 1946 de l'Agrupació Guerrillera de Catalunya, formada per membres del PSUC i dividida en dues brigades, la Jaime Girabau, comandada per Numen Mestre Ferrando, i la segona brigada, comandada per Pere Valverde Fuentes, en la que hi fou comissari polític.
Fou capturat després d'una acció guerrillera el 1947, i tot i que mantingué durant un temps en secret la seva identitat, finalment fou reconegut per un altre detingut. Jutjat per un consell de guerra, fou condemnat a mort juntament amb Joaquim Puig i Pidemunt, Numen Mestre Ferrando i Pere Valverde Fuentes sota l'acusació d'haver posat una bomba el 29 de novembre de 1946 als locals dels diaris Solidaridad Nacional i La Prensa, d'haver atemptat contra locals falangistes, pastisseries de luxe i contra la línia d'alta tensió de Montcada i Reixac. Fou afusellat al camp de la Bota el 17 de febrer de 1949.